# 北栄 (千歳市)
北栄（ほくえい）は北海道千歳市の地名。現行行政地名は北栄一丁目及び北栄二丁目。

## 地理
千歳市中心市街地の北西側に位置する。北東で富丘・高台、東の道路上の一点で末広、南東で栄町、南で緑町、南西で北斗、北西で新富と隣接する。

## 歴史

### 明治～第二次大戦中
かつて、この地区は明治から昭和11年頃までは学田と呼ばれ、立木を製炭する薪炭業が行われていた。

### 第二次大戦後から現在
千歳町（現在の千歳市）の字北信濃の一部で、1955年（昭和30年）に字北栄町として分離される。1957年（昭和32年）には、字が付かなくなり、1963年（昭和38年）に一部が栄町1～6丁目と錦町1～4丁目に分割される。1969年（昭和44年）には、一部を新富として分離し、北栄町から北栄1・2丁目となる。1984年（昭和59年）には、一部が栄町7丁目となり、現在の北栄となった。

## 交通

### 鉄道
JR北海道千歳線が地内北東辺を通るが駅は設置されていない。最寄駅は千代田町に置かれた千歳駅になる。

### バス
市中心部や新千歳空港へ向かう市内路線、北広島市や札幌市へ向かう郊外路線が走行する。
- 千歳相互観光バス、道南バス - 北栄2丁目[4]
- 北海道中央バス（千歳営業所） - 北栄町、北栄小学校など[5]

### 道路
- 国道36号
- 北海道道258号早来千歳線

## 施設
- 千歳市民文化センター
- 北海道千歳高等学校
- 千歳市立北栄小学校
- 千歳市立北進小学校・千歳市立北進中学校 - 特別支援学級の独立校。千歳市立北進小中学校と呼ばれる[6]。
- 北海道電力千歳支社
- ANAクラウンプラザホテル千歳
- 北栄緑地

市営住宅北栄団地は隣接する新富にあたり、地内にはあたらない。